# 伊瓦赫尼夫齊
49°5′33″N 26°22′31″E / 49.09250°N 26.37528°E
伊瓦赫尼夫齊（烏克蘭語：Івахнівці）是位於烏克蘭西部赫梅利尼茨基州裏卡緬涅茨-波多利斯基區的村莊，始建於1519年，面積3.51平方公里，海拔高度298米，2001年人口1,318，人口密度每平方公里375.3人。